# Arrondissement de Malines
L'arrondissement de Malines est une ancienne subdivision administrative française du département des Deux-Nèthes créée en 1800 et supprimée en 1814, lors de la chute de l'Empire.

## Historique
Les arrondissements sont créés par la loi du 28 pluviôse an VIII (17 février 1800). La sous-préfecture du 3e arrondissement des Deux-Nèthes est attribuée à Malines par l'arrêté du 17 ventôse suivant.
François de Wargny en est le sous-préfet le plus pérenne, succédant à Jean van den Branden de Reeth (nl),,.
L'ensemble des unités administratives françaises de la Belgique est officiellement supprimé par le traité de Paris en mai 1814.
L'arrondissement correspond à l'actuel arrondissement administratif de Malines, en province d'Anvers.

## Composition
L'arrondissement comprenait six cantons :
- canton de Duffel ;
- canton de Heist-op-den-Berg ;
- canton de Lierre ;
- canton de Malines-Nord ;
- canton de Malines-Sud ;
- canton de Puers.